# Grote mogendheid
Als grote mogendheid – soms ook supermacht of wereldmacht – worden gewoonlijk die staten aangeduid die door grote economische, politieke en militaire kracht de mogelijkheid hebben om druk uit te oefenen op de internationale politiek en de wereldeconomie. Ze hebben de mogelijkheid om militair bijna overal in te grijpen en hebben ook economische macht.
De leden met een permanente zetel in de Veiligheidsraad van de Verenigde Naties – met uitzondering van de Verenigde Staten – met name Groot-Brittannië, Frankrijk, China en Rusland, kunnen als grote mogendheden beschouwd worden. De VS, China en Rusland zijn dan supermachten. De Europese Unie oefent zeker een economische invloed uit, maar is meestal politiek verdeeld. Er is bij de EU geen gemeenschappelijk buitenlands beleid.

## Criteria
Hoewel de criteria kunnen verschillen, maken de volgende er vaak deel van uit:
- De capaciteit om bij te dragen aan de internationale orde;
- Interne samenhang om effectief staatsoptreden mogelijk te maken;
- Economische macht, zoals grote economische groei of een grote interne markt;
- Militaire kracht, met de mogelijkheid om te wedijveren met andere dominante machten in een conventionele oorlog. Belangrijke maatstaven zijn de Composite Index of National Capability (CINC), die de relatieve potentiële militaire capaciteiten van een land meet, de defensie-uitgaven, en de samenstelling van het wapenarsenaal.
- Soft power, een zeker cultureel gezag buiten de landsgrenzen. De meest sprekende voorbeelden van soft power zijn de culturele navolging van de Verenigde Staten in o.a. Europa, Japan en zelfs China ('McDonaldisering'), internationale status en gebruik van de taal (nu Engels, vroeger Frans), en het religieus gezag dat Saoedi-Arabië claimt op basis van het bezit van de islamitische heilige steden Mekka en Medina.

## Geschiedenis
Er zijn gedurende de geschiedenis verschillende groepen grote mogendheden geweest. Na 1815 werden met het 'Concert van Europa' Frankrijk, het Verenigd Koninkrijk, Rusland, Oostenrijk en Pruisen beschouwd als de vijf grote mogendheden. De eerste drie hadden koloniën buiten Europa. Oostenrijk werd beschouwd als een imperium in de vroege vorm, dat van een monarchie die meerdere koninkrijken omvatte. Pruisen was een nieuwkomer, opkomend door de militaristische grand strategy (oorspronkelijk: stratégie générale) van Frederik de Grote. Na de eenwording van Duitsland tot het Duitse Keizerrijk in 1871 en de Italiaanse eenwording werden ook deze beschouwd als grote mogendheden; Duitsland als een voortzetting van Pruisen. Tegen die tijd begonnen ook de Verenigde Staten sterk op te komen door de verwerving van het beste deel van het Noord-Amerikaanse continent, de aanleg van spoorwegen en ontwikkeling van de Manufacturing Belt, een door immigratie gestaag groeiende bevolking en de gestage uitbouw van de Amerikaanse marine. De Spaans-Amerikaanse Oorlog van 1898 kan gezien worden als het begin van de Verenigde Staten als grote mogendheid en het definitieve einde van het Spaanse (koloniale) rijk. Rond deze tijd werden Oostenrijk-Hongarije en het Ottomaanse Rijk (reeds) beschouwd als mogendheden in verval.
Na de Eerste Wereldoorlog, bij de Vredesconferentie van Parijs, werden vier grote mogendheden erkend: het Britse Rijk, de Verenigde Staten, Frankrijk en Italië. De Verenigde Staten trokken zich echter al snel terug in isolationisme. De status van Japan was apart. Hoewel ze geen deel uitmaakten van de Big Four, kregen ze net als de Big Four twee stemmen. Hun positie werd benadrukt door hun rassengelijkheidsvoorstel, dat een aantal kwesties aanhaalde, waaronder hun status als grote mogendheid. Hoewel dit voorstel het niet haalde, in een poging van eerst de Britten en daarna de Amerikanen om de Australische White Australia Policy te verdedigen, was het succesvolle behoud van Shandong en de Duitse eilanden noordelijk van de evenaar in de Grote Oceaan een indicatie dat ze zich een positie hadden aangemeten van niet-blanke grote mogendheid.
Vier landen waren derhalve verdwenen uit het rijtje en hielden op grote mogendheden te zijn: Duitsland, Oostenrijk-Hongarije, Rusland (de Sovjet-Unie) en het Ottomaanse Rijk. In al deze landen was de regering gevallen en chaos uitgebroken; bovendien werden ze buiten de vredesbesprekingen gehouden en waren Oostenrijk-Hongarije en het Ottomaanse Rijk uiteengevallen. De Sovjet-Unie zou zich in de jaren '20 en '30 economisch en militair herstellen maar bleef diplomatiek geïsoleerd. Ook Duitsland maakte onder Hitler in 1933 een kortstondig herstel door; het diplomatieke isolement werd gebroken, het leger en de economie werden hersteld, en de Volksduitsers en nazistische en fascistische partijen in het buitenland vormden een bron van soft power. In 1939 zou Duitsland zich echter met Italië en Japan in een nieuwe oorlog storten, en het verlies hiervan kostte het voorlopig de status van grote mogendheid.
Na de Tweede Wereldoorlog in 1945, werden de Verenigde Staten, de Sovjet-Unie, het Verenigd Koninkrijk, Frankrijk en de volksrepubliek China de grote mogendheden met permanente zetels en het recht van veto in de Veiligheidsraad van de Verenigde Naties. In 1945 waren de Verenigde Staten met een ongeschonden territorium en demografie, wereldwijd de grootste economie, de enige staat met kernwapens en een positief beeld als 'kampioen van de vrije wereld', met afstand de belangrijkste grote mogendheid. Instituten als het IMF en de Wereldbank werden door de VS gedomineerd. De Sovjet-Unie stond met een gehavende economie en demografie op achterstand maar haalde deze snel in door herstel van de industrie, het ontwikkelen van eigen kernwapens, een groot moderniserend en beter geleid leger, een gordel van satellietstaten, en het imago van het communisme als bevrijding voor de armen en verdrukten.
Grote mogendheden worden vaak geassocieerd met het vertoon van macht door bepaalde technologie, zoals de Dreadnoughts of kernwapens. Een groot defensief infanterieleger, zoals de Chinezen hadden tijdens het tijdperk van de Europese dominantie, was niet in staat om macht tentoon te spreiden buiten de eigen regio. Zelfs het Amerikaanse leger en de marine waren ten tijde van de Amerikaanse Burgeroorlog onvoldoende, omdat ze geen zeegaande slagschepen hadden. Rijkdom kon een militaire factor zijn. Groot-Brittannië was niet in staat om snel een groot leger te mobiliseren, maar was in staat om zijn bondgenoten te financieren tijdens de napoleontische oorlogen.
Van het Congres van Berlijn, een vredesconferentie voor een relatief kleine oorlog, maakten Turkije en Italië deel uit. Internationale vergaderingen, die ontstonden in de tweede helft van de negentiende eeuw, dienden ook om de positie van grote mogendheid aan te geven bij het ontbreken van vredesconferenties na oorlogen, zoals de Koloniale Conferentie van Berlijn.
Tegen het einde van de Koude Oorlog en het tijdperk van mondialisering kregen andere landen erkenning als grote mogendheid; hiervan is India een voorbeeld na zijn economische groei in de jaren negentig.
Sinds het einde van de wereldoorlogen is de term grote mogendheid opgesplitst in verschillende categorieën. De term 'supermacht' wordt gebruikt om een land aan te duiden dat in staat is om de wereld te domineren. Deze term werd vooral gebruikt voor de Verenigde Staten en de Sovjet-Unie. Na het uiteenvallen van de Sovjet-Unie is de VS als enige supermacht overgebleven; men spreekt ook wel van een hypermacht.

## Grote mogendheden in de moderne geschiedenis
Sinds ongeveer 1750 hebben grote mogendheden door de toenemende globalisatie een bepaalde macht over de rest van de wereld. Voor de 21e eeuw was dit voornamelijk door koloniale mogendheden. Maar sinds de Wereldoorlogen is het geopolitieke landschap veranderd. De opkomst van nieuwe technologieën zorgt er ook voor dat er zonder militaire macht invloed kan worden uitgeoefend op andere regio's.
Na de Tweede Wereldoorlog waren er een aantal verschuivingen. De macht van Duitsland, Italië en Japan was enorm afgenomen en het grootste deel van Europa was nog aan het opkrabbelen van de oorlog. Sinds de oorlog worden met grote mogendheden landen aangeduid die wel veel macht hebben, maar niet zo veel als een supermacht.
Als grote mogendheid worden het Verenigd Koninkrijk, Duitsland, Frankrijk, China, Japan en Rusland beschouwd. De Europese machten, het Verenigd Koninkrijk, Duitsland, Frankrijk en Italië hadden na de Tweede Wereldoorlog veel van hun politieke invloed verloren. Al deze landen wisten hun economie echter weer op te bouwen en hun machtsinvloed te vergroten. Er is discussie over de vraag of Italië ook beschouwd moet worden als grote mogendheid, omdat het een aantal overeenkomsten heeft met de andere grote mogendheden.
Japan valt in dezelfde categorie als Italië en Duitsland. Na de verwoestingen van de Tweede Wereldoorlog bouwde Japan gestaag zijn economie op en werd weer een grote mogendheid. Japan heeft ook een sterke hoogwaardige technologie industrie. De andere Aziatische machten, China en India, zijn opkomende supermachten met een snelgroeiende economie.
Rusland wordt door sommigen als een neergaande macht gezien, terwijl anderen het beschouwen als een opkomende macht. Het was de belangrijkste van de sovjetrepublieken en is de opvolger van de Sovjet-Unie, waarvan het veel van de mogelijkheden erfde. Hoewel Rusland aanvankelijk wat van zijn macht verloor door interne schermutselingen na het uiteenvallen van de USSR, is het sindsdien weer enigszins hersteld en heeft het weer invloed door de krijgsmacht, de geografische positie, de natuurlijke hulpbronnen en de economie.
| Land                                            | Data                                                         | Opkomst | Neergang                                                                               | Opmerkingen |
| ----------------------------------------------- | ------------------------------------------------------------ | --- | -------------------------------------------------------------------------------------- | --- |
| Oostenrijk/ Oostenrijk-Hongarije                | 1687-1918                                                    | Slag bij Mohács (1687) | Eerste Wereldoorlog                                                                    | Onder de Habsburgse monarchie. |
| Chinees keizerrijk/ Volksrepubliek China        | 1368-1842, 1978-heden                                        | Aanvang van de Ming-dynastie. Economische explosie en militaire kracht. | Eerste Opiumoorlog                                                                     | Onder de Ming en Qing dynastieën. Tegenwoordig onder de Volksrepubliek China |
| Duitsland                                       | 1871-1918, 1933-1945, jaren 70-heden                         | Frans-Pruisische Oorlog (1871), Derde Rijk (1933-1945), Wirtschaftswunder jaren 70, economische macht, G8-land (aanvankelijk West-Duitsland, na de Duitse Hereniging voortgezet) | Eerste Wereldoorlog, Tweede Wereldoorlog; niet van toepassing na 1991                  | Onder Hohenzollern, als Weimarrepubliek, onder Hitler en nu als Bondsrepubliek Duitsland. |
| Engeland/ Groot-Brittannië/ Verenigd Koninkrijk | 1688-heden                                                   | De Glorious Revolution (1688), economische macht, G8-land |                                                                                        | Onder William III, Hannover, Saxe-Coburg en Gotha, Windsor en het Britse Parlement. |
| Frankrijk                                       | 1214-heden                                                   | De Slag bij Bouvines (1214), Slag bij Castillon (1453), economische macht, G8-land                                                                                               |                                                                                        | Onder Huis Capet, Huis Valois, Huis Bourbon, Napoleon, Napoleon III en verschillende Franse Republieken. |
| Heilige Roomse Rijk                             | 955-1618                                                     | Slag op het Lechveld | Praagse Defenestratie / Dertigjarige Oorlog                                            | Onder Karolingse dynastie, Ottoonse dynastie, Salische dynastie, Hohenstaufen dynastie en Habsburg dynastie |
| Italië                                          | 1861-1945, jaren 70-heden                                    | Italiaanse eenwording, economisch wonder (jaren 70), economische macht, G8-land                                                                                                  | Tweede Wereldoorlog                                                                    | Onder Huis Savoye en later Mussolini; economische expansie na het economische wonder in de afgelopen decennia |
| Japan                                           | 1905-1945, jaren 70-heden                                    | Russisch-Japanse Oorlog, economische macht, G8-land | Militaire vernietiging door de VS tijdens de Tweede Wereldoorlog                       | Ingestort na de Tweede Wereldoorlog, maar hersteld in de jaren zeventig. |
| Het Mogolrijk                                   | 1526-1739                                                    | Invasie van India | Invasie van de Britten en de East India Company                                        | Pakistan, India en Afghanistan |
| Nederland                                       | 1579-1795                                                    | Unie van Utrecht | Bataafse Revolutie                                                                     | Onder de Staten-Generaal van de Nederlanden |
| Het Ottomaanse Rijk                             | 1453-1918                                                    | Verovering van Constantinopel | Eerste Wereldoorlog                                                                    | Onder Ottomaanse dynastie |
| Polen-Litouwen                                  | 1410-1795                                                    | Slag bij Tannenberg (1410), Tweede Vrede van Toruń | Begin van de Poolse delingen                                                           | Personele unie 1385-1569. Enkele staat na 1569 (Unie van Lublin) Onder Jagiello-dynastie en gekozen koningen. |
| Portugal                                        | 1415-1581, 1640-1822                                         | Portugese kolonisatie, Portugese onafhankelijkheidsoorlog | Spaanse annexatie, napoleontische oorlogen en Braziliaanse onafhankelijkheid           | |
| Pruisen                                         | 1763-1871                                                    | Zevenjarige Oorlog | Duitse eenwording                                                                      | Onder Hohenzollern; opgevolgd door het Duitse Rijk |
| Rusland                                         | 1721-1917 (Russische Rijk), 1991-heden (Russische Federatie) | De Grote Noordse Oorlog | -                                                                                      | Onder Huis Romanov (Russische Rijk), nu een federatie en de formele opvolger van de USSR; huidige macht vanuit militaire sterkte, VN veto, uitgebreide natuurlijke hulpbronnen, bezit van een groot nucleair arsenaal, geavanceerde militaire, ruimtevaart, wetenschap en technologie |
| De Sovjet-Unie                                  | 1945-1991                                                    | Tweede Wereldoorlog | Ontbonden in 1991 door Rusland, Oekraïne en Wit-Rusland,nadat staatsgreep mislukt was. | Onder het communisme, bestond uit 15 sovjetrepublieken; militaire sterkte, diplomatische invloed, grote industrie, uitgebreide natuurlijke hulpbronnen, bezit van een groot nucleair arsenaal, geavanceerde militaire, ruimtevaart, wetenschap en technologie                         |
| Spanje                                          | 1469-1898                                                    | Eenwording van Spanje | Spaans-Amerikaanse Oorlog                                                              | Onder huis Trastamara, huis Habsburg en huis Bourbon |
| Verenigde Staten                                | 1898-heden                                                   | Spaans-Amerikaanse Oorlog | -                                                                                      | Economische macht, G8-land, wetenschap en militaire sterkte |
| Zweden                                          | 1611-1721                                                    | De Ingrische Oorlog | De Grote Noordse Oorlog                                                                | Deels door de productie van ijzer en staal. |